# 燕 (姓)
燕（えん）は、漢姓の一つ。

## 中国の姓
2020年の中華人民共和国の統計では人数順の上位100姓に入っておらず、台湾の2018年の統計では390番目に多い姓で、294人がいる。

### 著名な人物
- 燕鳳 - 代から北魏にかけての学者・官僚
- 燕妃 - 中国の唐の太宗李世民の妃

#### 架空の人物
- 燕青 - 『水滸伝』の登場人物
- 燕順 - 『水滸伝』の登場人物

## 朝鮮の姓
燕（えん、ヨン、朝: 연 ）は、朝鮮人の姓の一つである。百済の大姓八族の一つ。
『訓蒙字会』に「鷰（燕）t∫j⊃ - pi(訓)、j⊃n(音)」「雀sε(訓)、t∫jak(音)」とあり、燕は雀の代わりに用いられたものとする見解がある。

### 燕氏の出自
韓国の『斗山世界大百科事典』は、燕氏の始祖及び淵源は不詳である、と説明している。しかし、朝鮮古代史学者の鄭載潤は、燕氏は大姓八族の一つであるため、土着系（＝「純百済人」）とみることもできるが、大姓八族は、百済の建国者温祚王に付き従った八家であるのに、燕氏は漢城百済が崩壊し、熊津遷都以後に台頭した一族であるため、土着系とするのは釈然としない点があり、「燕」という漢姓を使用した点、燕氏が軍事的に台頭した点、燕氏の拠点である錦江には禰氏（禰嵩、礼塞敦、禰福、禰誉、禰善、禰軍、禰寔進、禰素士、禰仁秀）や陳氏（陳明、陳春、陳徳止、陳微之、陳法子）などの大規模中国人移民コミュニティ存在していた点などを鑑みると、燕氏は中国人移民の可能性がある、と指摘している。朝鮮古代史学者の李弘稙や金栄官は、燕氏を錦江流域の土着系とする見解もあるが、百済に移住した帯方郡に土着化していた中国人とみるのが妥当と主張している。金栄官は、燕氏は熊津時代に活発に活動したが、泗沘遷都後の聖王十八年（540年）以後姿を消し、武王八年（607年）に燕文進が登場し、隋に使臣として赴くなど燕氏は活動を再開した。百済は、歴史的に対中国外交に中国系渡来人を起用しており（張威、張茂、高達、会邁、慕遺、楊茂、王茂、張塞、陳明、王辯那、王孝隣）、燕文進は中国系であることから、対隋外交交渉に有利な中国系を起用したのであり、これにより、熊津時代に権勢を誇った後、姿を消していた燕氏が再登場することになった、と指摘している。

### 著名な人物
- 燕実
- 燕信
- 燕会
- 燕突
- 燕謨
- 燕文進
- 燕比善那
- 嫡徳孫
- 適莫爾解
- 池津媛

### 氏族
| 氏族（地域） | 創始者 | 割合 (%) （2000年） |
| ------------ | ------ | ------------------- |
| 定平燕氏     |        |                     |
| 永平燕氏     |        |                     |
| 全州燕氏     |        |                     |
| 平州燕氏     |        |                     |
| 谷山燕氏     |        |                     |
| 徳源燕氏     |        |                     |

2015年の調査では全州燕氏が16人、残りの4人の本貫は不明。

### 人口と割合
| 年度   | 人口  | 世帯数 | 順位         | 割合         |
| ------ | ----- | ------ | ------------ | ------------ |
| 1960年 | 70人  |        |              |              |
| 1975年 |       |        |              | 258姓中211位 |
| 1985年 | 104人 | 26世帯 | 274姓中229位 |              |
| 2015年 | 20人  |        |              |              |

### 参考
- “연 燕”. 斗山世界大百科事典.  オリジナルの2022年10月5日時点におけるアーカイブ。